# Tianxin
För andra betydelser, se Tianxin (olika betydelser).
Tianxin är ett stadsdistrikt och säte för stadsfullmäktige i Changsha i Hunan-provinsen i södra Kina.
1. ↑  http://www.geohive.com/cntry/CN-43_ext.aspx